# Braaknoot

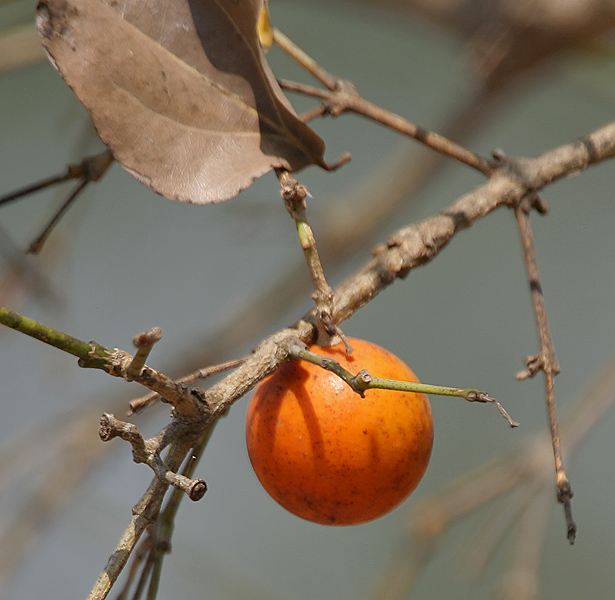
vrucht

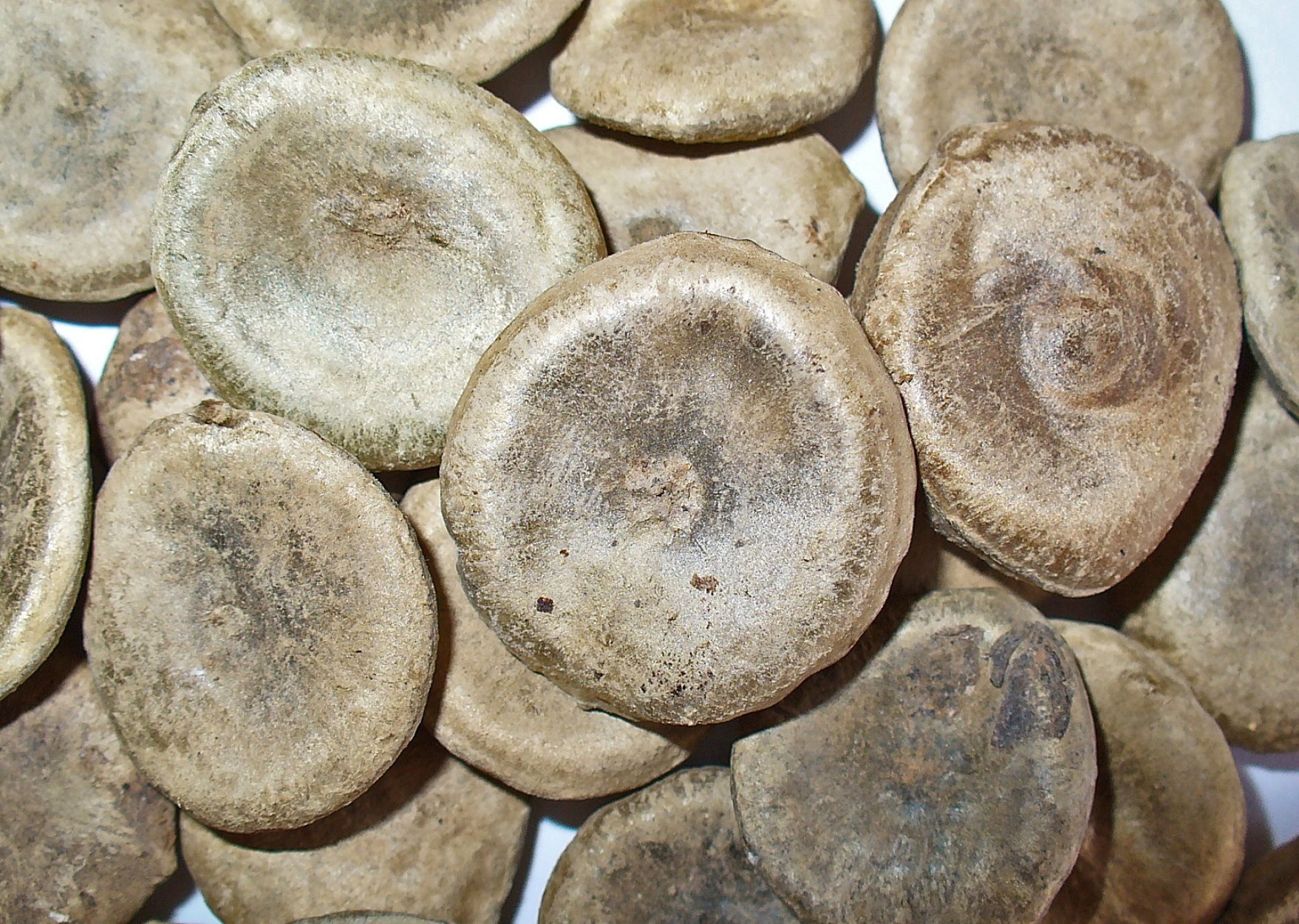
zaden

De braaknoot (Strychnos nux-vomica) is een boom uit de familie Loganiaceae die voorkomt in India en Zuidoost-Azië. Het is een middelgrote boom met 5 tot 7 cm grote bladeren die groeit in een open habitat. De braaknoot is een bron voor het uiterst giftige strychnine dat gewonnen wordt uit de zaden in de groen-oranje vruchten van de boom.  